# 托雷斯德亚尔万切斯
托雷斯德亚尔万切斯，是西班牙安达卢西亚自治区哈恩省的一个市镇。总面积58平方公里，总人口997人（2001年），人口密度17人/平方公里。